# سومر الماجد
سومر الماجد وهو لاعب كرة قدم عراقي -سويدي محترف، من مواليد (13 مارس 1996)، يلعب لنادي هلسينغبورغ.

## روابط خارجية
- سومر الماجد على موقع قاعدة بيانات كرة القدم.إي يو (الإنجليزية)
- سومر الماجد على موقع Soccerway.com (الإنجليزية)